# Oliver Bacher
Oliver Bacher (* 24. Jänner 2000) ist ein österreichischer Fußballspieler.

## Karriere

### Verein
Bacher begann seine Karriere beim SV Neudau. Im März 2007 wechselte er zum USV Rudersdorf. Im Jänner 2011 kam er in die Jugend des SK Sturm Graz, bei dem er ab der Saison 2014/15 auch in der Akademie spielte. Im Juli 2017 debütierte er gegen den SV Lafnitz für die Amateure der Grazer in der Regionalliga. In der Saison 2017/18 kam er zu elf Regionalligaeinsätzen. Im August 2018 erzielte er bei einem 1:1-Remis gegen den Deutschlandsberger SC sein erstes Tor in der dritthöchsten Spielklasse. In der Saison 2018/19 kam er insgesamt zu 22 Regionalligaeinsätzen, in denen er neun Tore machte. In der abgebrochenen Saison 2019/20 erzielte er neun Tore in der 17 Einsätzen.
Zur Saison 2020/21 wurde er auf Kooperationsbasis an den Zweitligisten Kapfenberger SV verliehen. Sein Debüt in der 2. Liga gab er im September 2020, als er am ersten Spieltag jener Saison gegen den FC Wacker Innsbruck in der Startelf stand. Nach sechs Zweitligaeinsätzen für die KSV kehrte er im Jänner 2021 nach Graz zurück. Nach seiner Rückkehr nach Graz kam er allerdings nie für Sturm zum Einsatz.
Zur Saison 2021/22 wechselte er zum Regionalligisten First Vienna FC. Für die Vienna kam er in der Saison 2021/22 zu 18 Einsätzen in der Ostliga. Zu Saisonende stieg er mit den Wienern in die 2. Liga auf. In der 2. Liga spielte er allerdings keine Rolle mehr und kam bis zur Winterpause 2022/23 nur zu zwei Kurzeinsätzen.
Im Jänner 2023 wechselte er leihweise wieder eine Liga tiefer zum Ostligisten ASV Siegendorf. Für Siegendorf kam er zu 14 Regionalligaeinsätzen. Zur Saison 2023/24 kehrte er nicht mehr zur Vienna zurück, sondern wechselte zum viertklassigen SC Fürstenfeld.

### Nationalmannschaft
Bacher spielte im Februar 2015 erstmals für eine österreichische Jugendnationalauswahl. Im Mai 2017 kam er gegen die Schweiz zu seinem einzigen Einsatz für die U-17-Auswahl. Zwischen Oktober 2017 und April 2018 absolvierte er sieben Spiele für die U-18-Mannschaft und erzielte dabei ein Tor.
Im August 2018 kam er gegen Zypern zu seinem einzigen Einsatz im U-19-Team. In jenem Spiel, das Österreich mit 4:0 gewann, erzielte Bacher auch ein Tor.